# Latois major
Latois major är en insektsart som beskrevs av Melichar 1901. Latois major ingår i släktet Latois och familjen Flatidae. Inga underarter finns listade i Catalogue of Life.